# 鈴木惠一
鈴木 恵一（すずき けいいち、1942年11月10日 - 2025年1月21日）は、日本スケート連盟副会長、元スピードスケート選手。

## 経歴・人物
樺太生まれ。その後青森県を経て、5歳から父が王子製紙に勤務していたこともあり北海道苫小牧市に移り住む。このことから北海道出身とされることもある。幼少期には地元の氷結した沼で長靴にブレードを着けた靴でスケートに親しみ、小学6年時にアイスホッケーで本格的にスケートを始めるもクラス対抗のスピードスケート大会で優勝したことでスケート選手を志す。
高校は王子製紙への就職も考慮して手に職を付けたいとの思いから北海道苫小牧工業高等学校に進学し、在学中は1960年国体で500mと1500mの2冠、1961年には国体とインターハイの500mと1500mのそれぞれ2冠を達成した。高校卒業後は地元の王子製紙に就職するも日本スケート連盟からのソ連留学の提案を会社から反対された事をきっかけに成績が下降しスケートへの専念を目的に進学を志し退社。ハングリー精神が薄れるとの思いから特待生待遇のなかった明治大学に入学、政治経済学部に在籍する。1964年インスブルックオリンピックで五輪に初出場し5位入賞。また一人で国立競技場のトレーニング室に通い詰め、ウエイトトレーニングで強化を図った。
1966年の明治大学卒業後、国土計画に所属。1968年と1970年にスピードスケート500ｍの世界記録を樹立した。しかし、3回出場したオリンピックではいずれもメダルに届かず、悲運の選手として知られる。特に1968年グルノーブルオリンピックでは世界記録保持者として出場し、鈴木は金メダル候補と呼ばれながらも大会直前に開会式出席を優先しスイス・ダボスでの高地コースの大会への出場を断られ代替の西ドイツ・インツェルでも別競技によりリンクが使えず練習不足に陥ったことや、レース直前に小石を踏んでしまいスケートのブレード（刃）が欠け荷物の節減で砥石も不十分で研磨をしきれないといったアクシデントに見舞われ8位に終わった。
1972年札幌オリンピックでは、リーダーシップと過去2回のオリンピック出場経験から選手団主将に選ばれ選手宣誓も行っている。だが、本人は前年に引退を宣言しており、本大会では19位と全く振るわなかった。
篠田正浩監督による記録映画『札幌オリンピック』では、鈴木の練習風景、ライバルであったエアハルド・ケラー（ 西ドイツ／グルノーブル＆札幌の500m金メダリスト）との友情、レース、鈴木の実績が詳細に紹介されている。
現役引退後はプロ野球西武ライオンズ球団職員に異動し、チーム広報担当に就任。石毛宏典・工藤公康・清原和博等の主力選手とスポンサー企業やマスコミの間を取り持つ調整役を務めつつ、選手の将来を気に掛けながら取材内容を説明・指導するなどし日本プロ野球選手会で当時会長を務めていた中畑清から「12球団の広報で一番」とも評され、各界との交友関係を築き知見を広げその後の指導に活かした。1993年には母校の明治大学でスケート部監督に就任。
2006年トリノオリンピックではスピードスケート日本代表監督を務め、2006年10月から日本スケート連盟理事を務めた後、副会長を務めた。2010年バンクーバーオリンピックでは日本選手団全体の総監督として、全競技代表の総指揮を執った。また晩年には2020年東京オリンピック聖火リレーにて苫小牧市内のランナーに内定するも歩行に杖が必要となるなど体調の悪化により断念となった。
2025年1月21日、腎不全のため埼玉県所沢市の病院で死去した。82歳没。

## 主な競技歴
- 1964年
  - インスブルックオリンピック 500m 5位入賞（同着2位3人と0秒1差）、1500m 31位
  - 第58回世界オールラウンドスピードスケート選手権大会（ヘルシンキ） 500m 優勝（41秒1）
- 1965年
  - 第59回世界オールラウンドスピードスケート選手権大会（オスロ）500m 優勝（40秒7）
  - 第33回全日本スピードスケート選手権大会（軽井沢）500m 、1500m優勝
- 1966年
  - 第60回世界オールラウンドスピードスケート選手権大会（イェーテボリ）500m 2位（41秒2）
  - 2月 - 第34回全日本スピードスケート選手権大会（軽井沢）500m、1500m 優勝
  - 12月 - 第1回全日本選抜スピードスケート競技会（軽井沢）500m、1500m 優勝
- 1967年
  - 2月 - 第61回世界オールラウンドスピードスケート選手権大会（オスロ）500m 優勝 40秒9
- 1968年
  - 1月28日 - ドイツ・インツェル競技会 500m 39秒3の世界新記録
  - 2月 - グルノーブルオリンピック 500m 8位（40秒8）、1500m 31位
  - 2月 - 第62回世界オールラウンドスピードスケート選手権大会（イェーテボリ）500m 優勝 40秒3
  - 3月 - 第35回全日本スピードスケート選手権大会 （軽井沢）500m 39秒2の世界新記録
- 1969年
  - 第63回世界オールラウンドスピードスケート選手権大会（オランダ・デベンター） 500m 優勝（40秒1）
- 1970年
  - ISUスプリントスピードスケート選手権大会（アメリカ・ウエストアリス） 総合2位
  - 3月 - 38秒50の世界新記録
- 1971年
  - 札幌国際スポーツ大会（プレ五輪）500m（6位、5位）
- 1972年
  - 札幌オリンピック 500m 19位（41秒08）

## 指導歴
- 1980年 - 1989年 西武ライオンズ広報部長
- 1993年 - 明治大学スケート部監督[8]
- 2004年 - 日本スケート連盟 スピードスケート強化部長

## 著書
- 『スピードスケート』 （講談社刊、1974年）